# 珠河县
珠河县，中国旧县名，属民国初年的吉林省。1947年，中共解放区将其改名为尚志县。做为原中華民國公告疆域行政區劃，其名称在中华民国法律中保留至2005年。
1922年，五常县、同宾县析置乌珠河设治局。1927年5月，乌珠河设治局升县，并改名珠河县，治所在乌珠河:188（今黑龙江省尚志市驻地尚志镇），属滨江道。后直属吉林省。
1947年6月5日，國民政府公布《東北新省區方案》，其中，珠河县为松江省辖县。中華民國內政部在次年编辑的《中華民國行政區域簡表》中，据伪满土地局资料，辖区面积为2224.30平方公里，据中华民国内政部户政司1946年7月资料，人口为133383人:188—189。
1947年，珠河县第一届工农代表大会为纪念抗日英雄、抗联三军军长、第二路军副总指挥赵尚志烈士，改名尚志县。